# Patak (Magyarország)
Patak (szlovákul: Potok) község Nógrád vármegyében, a Balassagyarmati járásban.

## Fekvése, természeti viszonyok
A Nógrádi-medencében a Derék-patak mellett fekszik. Talaja középkötött, homokos agyagtalaj. Erdői már a középkorban áldozatul estek a szántóföldet és rétet teremtő irtásnak. II. József uralkodása alatt, 1785-ben így írtak az erdejéről: magas törzsű tölgy, fenyőszálerdő cserjékkel vegyesen található. Átlagos évi középhőmérséklete 10 Celsius-fok.
A közvetlenül határos települések: északkelet felől Dejtár, délkelet felől  Érsekvadkert, dél felől Horpács, délnyugat felől Nagyoroszi, északnyugat felől pedig Ipolyvece. Északon a közigazgatási határa két szakaszon is egybeesik az államhatárral, abból az irányból a legközelebbi település a felvidéki Ipolybalog (Balog nad Ipľom).

### Megközelítése
Csak közúton érhető el, Nagyoroszi és Dejtár felől a 2201-es, Horpács érintésével a 2202-es, Érsekvadkert felől pedig a 2203-as úton.
Északi külterületeit érinti még a 22 101-es számú mellékút és a Vác–Balassagyarmat-vasútvonal is, de egyiknek sincs érdemleges kapcsolata a településsel.

## Története
Patak község neve 1255-ben a tatárjárás után IV. Béla király idejéből származó oklevélben szerepel először. Az iratok alapján megállapítható, hogy a település a vízfolyásáról kapta a nevét, és az Esztergomi főegyházmegye birtoka volt.
1438-ban Albert király, Zsigmond király utódja Patakot és Dejtárt örök adományul az esztergomi érsekség birtokába juttatta.
A kiadott oklevelek szerint 1339-től a török hódoltság idejéig önálló plébániával rendelkezett. Sajnos az első plébános neve ismeretlen.
A község gyors fejlődésnek indult, példaként említendő, hogy 1431-ben városi kiváltságokkal rendelkezett, 1598-ban pedig Vásáros Patak néven említették. Drégely várának elfoglalása után a templom és a plébánia is elpusztult, a lakosság elmenekült.
1569-ben 31 jobbágytelke adózott összesen 7 forint 75 dénárt Szent Márton püspök ünnepnapján.
1634-ben a kiküldött vizitátor Apáti Márton Patakon járva írja: A Pataki plébániának nincs semmi jövedelme, felszerelése, sőt maga a templom is le van rombolva. Patak község valőszínűleg Vadkert filiája, azaz leányegyháza lesz. Az első pataki presbiter lelkész Kecskeméti Bálint, akinek a nevével találkozunk. Meg kell említenünk, hogy 1668-tól 1700-ig az úgynevezett licentiátussal (tanításra jogosult személy) rendelkező prédikátorok látták el a községet.
1634-ben a virágzó mezővárosból már csak öt adóköteles ház került összeírásra, míg 1598ban, amikor Vásáros Patak néven szerepelt 31. Így nem csoda, hogy elveszítette mezővárosi rangját, s visszasüllyedt a jobbágyfalvak sorába. Az úrbéri rendezéskor továbbra is az egyetlen földesúr az esztergomi érsekség, amely szokatlan megoldást alkalmazott: a házas zselléreknek is juttatott némi szántóföldet a községben. A jobbágyfelszabadításkor a falu lakosai és az esztergomi érsekség mint földesúr nem tudtak békés úton megegyezni. A vita tárgyát minden bizonnyal az úrbéres jobbágy- és zsellértelkek száma képezte. A pert lezáró ítélet a mai napig nem került elő.
1785-ben Patakon 110 házban 127 család, illetve 816 fő lakott. Ez azt jelenti, hogy egy lakásra átlagosan 7,4 fő jutott.
Az 1848-as szabadságharc nem volt különösebb hatással a község életére.
Két alkalommal volt nagy kolera járvány a községben, 1866-ban és 1873-ban.
Szintén két ízben pusztította tűzvész a községet, 1882-ben és 1905-ben.
Az 1930-as gazdasági világválság a községben is éreztette hatását. Nagy volt a munkanélküliség, a kereset csupán a létfenntartást biztosította. A középparasztság eladósodott. A nincstelen agrárproletárok pedig máshol kerestek munkát. Szabó Zoltán, a jeles népi író Cifra nyomorúság című szociográfiájában említi a falut, amely a szomszéd falvak férfilakosaival kiegészülve a  millenniumi építkezések ácsmestereit adta a fővárosnak a 19. század végén. A vándormunkás-életmód  hagyománnyá vált, a 20. század közepén nemcsak a nagyvárosi lakótelepek építkezéseinél találkozhattunk patakiakkal, de az NDK-ig, sőt a Közel-Keletig is elutaztak a férfiak jobb jövedelem reményében. Sokan lelték halálukat állványról való lezuhanásuk során.
A második világháború alatt a községben harc nem volt, a szovjet csapatok 1944. december 9-én foglalták el a megszálló németektől. Ez időben 5-6 kiskereskedelmi bolt és öt kocsma működött a községben, szinte valamennyi magánkézben. 1945 tavaszán elég nehéz körülmények között indult meg a mezőgazdasági termelés. Az állatállományt hol a német, hol a szovjet tizedelte meg. Mindezek ellenére 1945 tavaszán 100 igénylő között 260 hold földet osztottak szét. 1949-ben megalakult az első mezőgazdasági szövetkezet 50 taggal. A falu többi lakója egyénileg gazdálkodott. 1960-ban újjáalakult a termelőszövetkezet 292-es létszámmal. Ebből 92 tag, 120 járadékos és 64 fő alkalmazott volt. A szövetkezet profilja gabonatermesztés, állattenyésztés (hús- és tejhasznosítású), később bogyós gyümölcsök termesztése. Pongrácz József elnöksége idején a hetvenes évek elején a termelőszövetkezet rentábilisan működött.
Sokáig jártak az asszonyok népviseletben, jellegzetes „szarvacskás” fejkendőt és ún. „szakácskát”, kötényt hordtak. Dalaik jobbára újstilusú népdalok voltak, közismert dalok helyi változatai („Orosziba befutott a gyorsvonat”; „Bádogozzák a pataki templomot” stb.). A község befogadta, életébe integrálta a cigány származású ideköltözőket.
A község közigazgatásilag a dejtári körjegyzőséghez tartozott 1949-ig. 1950. október 22-én megválasztották az új hatalmi szervezet tagjait, a tanácstagokat: 30 tanácstagot és ezekkel egyenrangú 30 póttagot.
A községben 1948-ig római katolikus egyházi iskola volt. A tanfelügyeletet az esztergomi egyházmegyei tanfelügyelőség gyakorolta. A jelenlegi iskola 1965-ben épült négy osztállyal. Az óvodában ekkor 40–50 gyermek járt, 2 óvónő felügyelete mellett.
1945 előtt egy állami népművelési intézmény volt a községben a Levente Egyesület. Emellett két egyházi, az ún. Kalot, Katolikus Legényegylet és a Kalász, Katolikus Leányegylet működött.
Az iskola otthona volt a 3471. sz. József Attila úttörőcsapatnak, amely az 1970-es évek gyerekmozgalmi reformjai sodrában az ország egyik legjobb gyermekközössége volt. A gyerekek kezdeményezésére épült újjá a régi iskola helyén a Klubkönyvtár, 1973-ban.

### Oktatásügy
Az első hitelt érdemlő adat a falu oktatási szerkezetére Mária Terézia 1777-ben kiadott rendeletét megelőző országos felmérés időszakából, vagyis a 18. század 70-es éveinek elejéről származik, aminek lényege: az állam által irányított, egységes felépítésű iskolarendszer. A községben 1772-ben 20 tanulónak oktatták az írás-olvasást. Az első tanító Molnár György volt, aki a Hont vármegyei Ipolynyékről származott.
A tanító jövedelme a következőkből tevődött össze: a falu lakosai 4 köblös szántót vetettek be neki, ezen kívül minden jobbágytól kapott 1/2 pozsonyi mérő búzát, a házaspároktól 25 dinárt, tanulónként pedig egy forintot. 1876–77-ben a falu négyosztályos római katolikus népiskolájában Mohay Gyula tanító 63 leánynak és ugyanannyi fiúnak oktatta a hit- és erkölcstant, írást, olvasást, számolást a 10-es számrendszerben, földrajzot, történelmet és az új mértékeket.
Az állami, ill. később önkormányzati általános iskolát 2011-ben a katolikus egyház fogadta kebelébe, és Szent Ambrus Általános Iskola néven működik.

### A plébánia története
A templom építése 1731-ben kezdődött. Az építtető az esztergomi érsekség volt mint kegyúr. A tervező neve ismeretlen. A templom felszentelése 1801-ben, advent első vasárnapján, a Szentháromság tiszteletére történt. 1937-ben bővítették és a belső festést végezték el rajta. A mennyezeti kompozíciót és a négy evangelista képét Márton Lajos festőművész készítette. Ez időben a község plébánosa dr. Budai János volt. Növeli a templom értékét a ruskicai márványból készült főoltár. Készítője Karl Ferenc József. A főoltárképet, ami jelenleg a plébánián látható Vaszary János festette. A régi oltárkép helyére került freskót, amely az utolsó vacsorát ábrázolja Kaszás Gyula festőművész alkotta. Az akkori plébános Tarnai Béla. A templomnak négy harangja van, amelyekből három 1978-tól villanymeghajtással működik. Az anyakönyvvezetés 1714-től működik a faluban.

## Közélete

### Polgármesterei
- 1990–1994: Oravecz Imre (független)[4]
- 1994–1998: Oravecz Imre (független)[5]
- 1998–2002: Oravecz Imre (független)[6]
- 2002–2006: Oravecz Imre (független)[7]
- 2006–2010: Oravecz Imre (független)[8]
- 2010–2014: Fekete Tibor (Fidesz-KDNP)[9]
- 2014–2019: Fekete Tibor (Fidesz-KDNP)[10]
- 2020–2024: Fekete Tibor (Fidesz-KDNP)[11][12]
- 2024– : Fekete Tibor (Fidesz–KDNP)[1]

A településen a 2019. október 13-i önkormányzati választás után, a polgármester-választás tekintetében nem lehetett eredményt hirdetni, mert szavazategyenlőség alakult ki a két jelölt között: a hivatalban lévő polgármester, Fekete Tibor (Fidesz-KDNP) és egyetlen kihívója, a független Viczián Tibor egyaránt 199-199 érvényes szavazatot szerzett a választáson részt vett 408 lakostól (10 szavazat érvénytelennek bizonyult). Az emiatt szükségessé vált időközi választást 2020. január 26-án tartották meg, ezen Viczián Tibor mellett egy hölgy, Szabó Andrea is elindult a korábbi faluvezetővel szemben. Az így kialakult helyzet, az októberihez képest lényegesen magasabb részvételi aránnyal párosulva azonban Fekete Tibornak kedvezett, aki 188 szavazattal győzve megtarthatta polgármesteri tisztségét.

## Népesség
A település népességének változása:
| Lakosok száma | 912  | 890  | 898  | 980  | 884  | 883  | 858  |
|               | 2013 | 2014 | 2015 | 2021 | 2022 | 2023 | 2024 |

2001-ben a település lakosságának 99%-a magyar, 1%-a szlovák nemzetiségűnek vallotta magát.
A 2011-es népszámlálás során a lakosok 85,4%-a magyarnak, 1,2% cigánynak mondta magát (14,5% nem nyilatkozott; a kettős identitások miatt a végösszeg nagyobb lehet 100%-nál). A vallási megoszlás a következő volt: római katolikus 72,8%, református 2,3%, evangélikus 0,4%, felekezeten kívüli 2,1% (22,2% nem nyilatkozott).
2022-ben a lakosság 92,9%-a vallotta magát magyarnak, 0,8% cigánynak, 0,6% németnek, 0,6% románnak, 0,5% lengyelnek, 0,2-0,2% szerbnek, horvátnak, görögnek, örménynek, bolgárnak és ukránnak, 0,1% szlováknak, 2,7% egyéb, nem hazai nemzetiségűnek (6,4% nem nyilatkozott; a kettős identitások miatt a végösszeg nagyobb lehet 100%-nál). Vallásuk szerint 55,8% volt római katolikus, 1,4% református, 0,3% evangélikus, 0,1% görög katolikus, 0,1% izraelita, 0,7% egyéb keresztény, 0,8% egyéb katolikus, 2,5% felekezeten kívüli (38,3% nem válaszolt).

## Nevezetességek
- Műemlék jellegű kőhíd (Rákóczi út – Derék-patak, Hrsz. 191)

A községben a középkorban fontos utak keresztezték egymást, s a kőhíd helyén előzőleg erős, gerendákból ácsolt fahíd állt. A mai kőhíd 1800 körül épült, mellvédjét később emelték. A Rákóczi úton, a Derék-patak fölött áll. Háromnyílású, 3,45–3,5–2,6 méter fesztávú boltozatokkal. Teljes hossza 22 méter, pályaszélessége 5 méter. A mederpillérek a délkeleti oldalon jégtörőkkel készültek. Mellvédje kőből falazott és kőlappal fedett. A híd anyaga romhányi homokkő.
- Nepomuki Szent János-kápolna, műemlék jellegű

A pataki plébánia Canonica Visitatiója szerint a kápolna a község egy részét elpusztító tűzeset után, 1860-ban épült, barokk stílusban. A kisméretű kápolna – szélessége 3,5, hossza 4,25 méter – a Derék-patak hídja mellett áll. Főhomlokzatán fakeretes, szegmentíves ajtó, felette lekerekített szélű ablak látható. A homlokzatot a körbefutó, kihajló párkány fölötti barokk oromzat zárja le. Az oldalfalak díszítés és ablak nélküliek, a szentély szegmentíves záródású. A belső teret kolostorboltozat fedi, egyszerű faoltárán Nepomuki Szent János-szobor áll.

## Jelentősebb pataki születésű, illetve pataki kötődésű személyek
Pataki Benedek: katolikus pap, székesfehérvári prépost, a magyar Szent Korona őre, Luxemburgi Zsigmond királytól nemességet kapott, 1415 körül.
Somogyi Csizmadia Károly (1811–1888): katolikus pap, esztergomi főszékesegyházi éneklőkanonok, a Magyar Tudományos Akadémia levelező tagja, a szegedi Somogyi Könyvtár megalapítója, 1834 és 1838 között pataki káplán
Dr. Perger Kálmán (Patak, 1871): m. kir. államrendőrségi főtanácsos. Patak Nógrád vármegyei községben 1871-ben született. Középiskoláit Nagyszombatban, Selmecbányán és Pozsonyban, egyetemi tanulmányait Budapesten végezte. Pályáját Galántán mint szolgabíró kezdte, majd Malackán és Nagyszombatban működött. 1905-ben lett Nagyszombat fő-szolgabírója, s e minőségben 1918. november 25-ig teljesített szolgálatot. Ekkor a csehek Brünnbe internálták, majd 1920. augusztus 1-én visszahonosíttatta magát, októberben belépett az államrendőrség kötelékébe, és a belügyminisztériumba osztották be. 1925. október 21-én vette át az esztergomi rendőrkapitányság vezetését. Szakirodalmi munkásságot fejtett ki, két könyve jelent meg: „Községi képviselőtestületek szervezése és a tisztújítás" és a „Községi közlekedési közúti igazgatás és a községi közmunka". A városszépítő egyesület elnöke.
Dr. Budai János (1901–1975): katolikus pap, az Érseki és Prímási Szentszék bírója, az esztergomi papi szeminárium prefektusa, teológiai tanár, 1935 és 1945 között pataki plébános, esperes
Sr. Marie Hyacinthe Vamos F.D.C. (Mária Jácinta nővér, szül. Vámos Erzsébet, Patak, 1922): apáca, az Isteni Irgalmasság Nővérei elnevezésű katolikus női szerzetesrend tagja, a detroiti rendház házfőnöke, a rend provinciálisa (tartományfőnöke) az Amerikai Egyesült Államokban, iskolai tanár, iskolaigazgató
Kovács Ferenc (Patak, 1941): történelem-földrajz szakos középiskolai tanár, a balassagyarmati Balassi Bálint Gimnázium korábbi igazgatója, Apáczai Csere-díjas pedagógus, Balassagyarmat díszpolgára
Bussay Antal (Patak, 1942): nótaénekes (unokatestvére: dr. Bussay László orvos, borász)
Dr. Földessyné Szabó Györgyi  (Budapest, 1943): a Semmelweis Egyetem Testnevelési Főiskolai Karának professzora – tanári pályáját a helyi általános iskolában kezdte.
Dr. Makai Éva (Budapest, 1947): a Liszt Ferenc Zeneművészeti Egyetem docense – tanári pályáját a helyi általános iskolában kezdte, 1970-ben.
Dr. Trencsényi László (Budapest 1947): az Eötvös Loránd Tudományegyetem docense, a Magyar Pedagógiai Társaság ügyvezető elnöke  – tanári pályáját a helyi általános iskolában kezdte, 1970-ben. Tudományos publikációiban többször idézi a pataki gyermekvilág történéseit (Utak és törések. Adalékok a magyar úttörőmozgalom történetéhez, Új Helikon Bt., Budapest, 2007)
Tibay András (Balassagyarmat, 1951): festőművész, a balassagyarmati Kiss Árpád Általános Iskola igazgatója – tanári pályáját 1971-ben Patakon kezdte.
Molnár Jánosné (Mezőszemere, 1949): a karancsaljai általános iskola igazgatója tanári pályáját 1971-ben Patakon kezdte.

## Turizmus
Patak tagja a Sugárkankalin Turisztikai Egyesületnek, amelynek célja a térség turizmusának fejlesztése, és természeti értékeinek bemutatása. A község a Palóc út egyik állomása is.